# Гермар, Эрнст Фридрих
Эрнст Фридрих Гермар (1786—1853) — немецкий минералог и энтомолог.

## Биография
Учился во Фрайбергской горной академии и в Лейпцигском университете, в 1811 г. стал директором минералогического музея, затем профессором минералогии.
Издавал «Magazin für Entomologie» (Галле, 1813—21), и «Zeitschrift f. d. Entomologie» (Лпц., 1839—44).

## Основные труды
- «Lehrbuch d. gesammten Mineralogie» (Галле, 1837);
- «Grundriss d. Krystallkunde» (т. же, 1830);
- «Die Versteinerungen der Steinkohlenformation von Wettin und Löbejün» (Галле, 1844—52);
- «Systematis glossatorum prodromus» (Галле и Лпц., 1810);
- «Coleopterorum species novae aut minus cognitae» (Галле, 1824);
- «Fauna insectorum Europae» (Галле, 1812—1851).